# Zygomolgus cuanensis
Zygomolgus cuanensis is een eenoogkreeftjessoort uit de familie van de Lichomolgidae. De wetenschappelijke naam van de soort is voor het eerst geldig gepubliceerd in 1954 door Gotto.